# Dorthebjerg Mølle
Dorthebjerg Mølle er en hollandsk vindmølle med manuel krøjning, opført omkring 1879. Møllen blev opført som kornmølle for den nærliggende herregård Erholm, ca. 1 km nord for Aarup. Den består af en ottekantet overbygning med spåntækning på et grundmuret fundament. Møllen er restaureret i 1990, hvor tækningen er omlagt. Det er kun det ydre af møllen der er bevaret. Mølleværket er fjernet, og erstattet med borde og bænke.